# Anton Korobow
Anton Serhijowytsch Korobow (ukrainisch Антон Сергійович Коробов; * 25. Juni 1985 in Kemerowo, Sowjetunion) ist ein ukrainischer Schachgroßmeister.

## Leben
Bei der achten Kinder-Schacholympiade 2000 in Artek spielte er für die ukrainische Nationalmannschaft am vierten Brett. Die Mannschaft erhielt eine Silbermedaille und Korobow eine individuelle Goldmedaille für sein Ergebnis von 6,5 aus 8. Bei der U18-Mannschaftseuropameisterschaft 2001 am Balaton belegte er mit der ukrainischen Nationalmannschaft an Brett drei den ersten Platz vor Rumänien. Im Folgejahr spielte er an Brett zwei. Die Mannschaft wurde Zweiter und Korobow erhielt eine individuelle Silbermedaille für sein Ergebnis von 5 aus 7.
Im Jahr 2002 gewann Korobow die Meisterschaft der Ukraine, 2004 belegte er Platz 2 hinter dem Meister Andrij Wolokitin. 2009 und 2010 gewann er das Czech Open in Pardubice. Zum ersten Mal konnte ein Spieler dort seinen Titel verteidigen. Im Jahr 2012 gewann er mit 8 Punkten aus 11 Partien (+5 =6 −0) zum zweiten Mal die Meisterschaft der Ukraine. Im Dezember 2013 gewann er in Warschau mit 18,5 Punkten aus 22 Partien die Europameisterschaft im Blitzschach.
Korobow nahm viermal am Schach-Weltpokal teil. Während er bei seiner ersten Teilnahme 2011 in der zweiten Runde an Nikita Witjugow scheiterte, erreichte er 2013 das Viertelfinale, in dem er dem späteren Turniersieger Wladimir Kramnik unterlag. Beim Schach-Weltpokal 2015 schied er in der zweiten Runde gegen Dmitri Andreikin aus, 2019 ebenfalls in der 2. Runde gegen Lê Quang Liêm.
2018 und 2020 gewann er erneut die Landesmeisterschaft der Ukraine.
Seit 2003 trägt Korobow den Titel eines Großmeisters, die erforderlichen Normen erreichte er im November 2001 beim Governors Cup in Kramatorsk sowie im März 2003 beim Anibal Open in Linares.

## Nationalmannschaft
Korobow wurde erstmals für die Mannschaftsweltmeisterschaft 2013 in die ukrainische Nationalmannschaft berufen. Die Mannschaft erreichte den dritten Platz, Korobow gewann die Einzelwertung am zweiten Brett. An einer Schacholympiade nahm er zum ersten Mal 2014 in Tromsø (am vierten Brett) teil, an einer Mannschaftseuropameisterschaft erstmals 2015 in Reykjavík.

## Vereine
In der ukrainischen Mannschaftsmeisterschaft spielte Korobow 2001 für die Mriya Grandmaster School Kiew, mit der er Zweiter wurde, 2002 für Grandmaster-1 Kramatorsk, mit dem er Meister wurde und im gleichen Jahr am European Club Cup (unter dem Vereinsnamen ShK A. Momot Donetsk) teilnahm, 2006 für die Mannschaft der Nationalen Taurischen Wernadskyj-Universität aus Simferopol, die den dritten Platz belegte, 2009 für die Law Academy Charkiw, die ebenfalls Dritter wurde, sowie 2010 und 2011 für die Mannschaft A DAN DZO & PGMB Tschernihiw, mit der er in beiden Jahren ukrainischer Mannschaftsmeister wurde und am European Club Cup teilnahm (dabei erreichte er 2010 mit der Mannschaft den dritten Platz und gewann die Einzelwertung am zweiten Brett).
In der russischen Mannschaftsmeisterschaft spielte er 2012 und 2013 bei Jugra Chanty-Mansijsk und nahm mit dieser Mannschaft in beiden Jahren auch am European Club Cup teil. 2015 gewann er mit Siberia Nowosibirsk sowohl die russischen Mannschaftsmeisterschaft als auch den European Club Cup.
Die tschechische Extraliga gewann er 2000 mit ŠK Infinity Pardubice, seit 2011 spielt er für BŠŠ Frýdek-Místek. In Deutschland spielt Korobow seit der Saison 2016/17 beim SC Viernheim, zunächst in der 2. Bundesliga, seit 2018 in der 1. Bundesliga. Die spanische Mannschaftsmeisterschaft gewann er 2020 mit Silla-Bosch Serinsys.